# Comuna de Jeziorany
Jeziorany (polaco: Gmina Jeziorany) é uma gminy (comuna) na Polónia, na voivodia de Vármia-Masúria e no condado de Olsztyński. A sede do condado é a cidade de Jeziorany.
De acordo com os censos de 2004, a comuna tem 8185 habitantes, com uma densidade 38,3 hab/km².

## Área
Estende-se por uma área de 213,51 km², incluindo:
- área agrícola: 70%
- área florestal: 18%

## Demografia
Dados de 30 de Junho 2004:
|                      | Total   | Total | Mulheres | Mulheres | Homens  | Homens |
| -------------------- | ------- | ----- | -------- | -------- | ------- | ------ |
|                      | pessoas | %     | pessoas  | %        | pessoas | %      |
| População            | 8185    | 100   | 4221     | 51,6     | 3964    | 48,4   |
| Densidade (pop./km²) | 38,3    | 100   | 19,8     | 19,8     | 18,6    | 18,6   |

De acordo com dados de 2002, o rendimento médio per capita ascendia a 1568,98 zł.

## Subdivisões
- Derc, Jeziorany-Kolonie, Franknowo, Kiersztanowo, Kikity, Kostrzewy, Kramarzewo, Krokowo, Lekity, Miejska Wieś, Olszewnik, Pierwągi, Piszewo, Polkajmy, Radostowo, Studnica, Studzianka, Tłokowo, Potryty, Wójtówko, Żerbuń, Żardeniki.

## Comunas vizinhas
- Barczewo, Bisztynek, Biskupiec, Dobre Miasto, Dywity, Kiwity, Kolno, Lidzbark Warmiński